# Pulvinarisca serpentina
Pulvinarisca serpentina är en insektsart som först beskrevs av Alfred Serge Balachowsky 1929.  Pulvinarisca serpentina ingår i släktet Pulvinarisca och familjen skålsköldlöss. Inga underarter finns listade i Catalogue of Life.